# Erioptera annandaleana
Erioptera annandaleana är en tvåvingeart som beskrevs av Alexander 1953. Erioptera annandaleana ingår i släktet Erioptera och familjen småharkrankar. Inga underarter finns listade i Catalogue of Life.